# Balduí II de Jerusalem

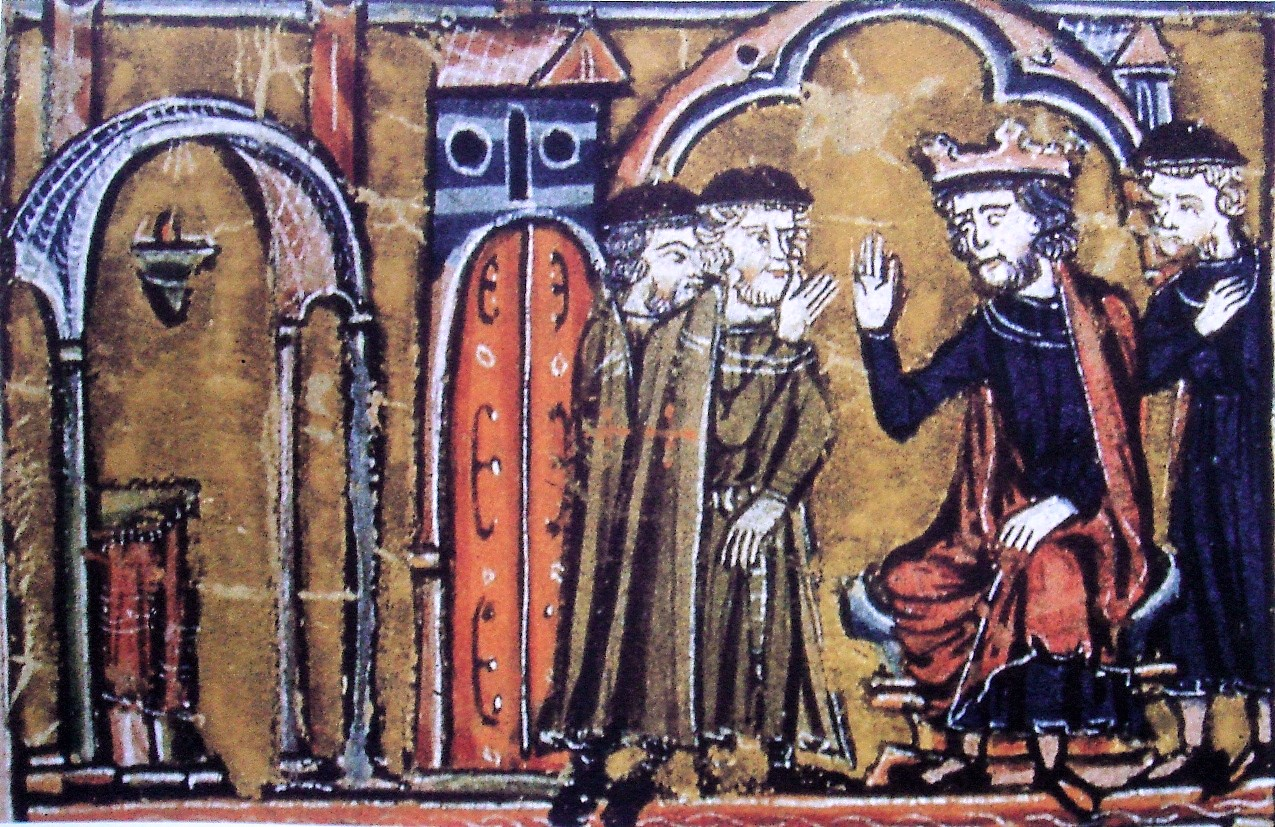
Representació de Balduí II de Jerusalem.

Balduí II de Jerusalem (Balduí del Bourg) fou rei de Jerusalem (1118 – 1131)
El 1100 el seu cosí Balduí I d'Edessa (Balduí de Boulogne) va ser nomenat rei de Jerusalem (Balduí I de Jerusalem) i va cedir el comtat d'Edessa a Balduí del Bourg (Balduí II d'Edessa). Balduí II va continuar la política del seu predecessor. Va establir una aliança amb Gabriel de Malatya, senyor de Malatya, que tenia necessitat de la seva protecció enfront dels danishmèndides, i es casà amb la seva filla Mòrfia de Malatya. Els romans d'Orient, que tenien Marash sota el seu control des de 1097, hi havien nomenat un governador armeni, Thatoul, però els croats volien aquest lloc. En primer lloc, Bohemon de Tàrent tractà de prendre el lloc el 1100, abans de ser cridat en socors de Malatya i capturat pels turcs. Aleshores, Joscelí de Courtenay, que va arribar a les croades el 1101, s'apoderà de la vila, que esdevingué comtat tributari. El 1102 Josceli va rebre del seu cosí la senyoria de Turbessel.
El mateix any, els croats d'Antioquia i d'Edessa organitzaren una operació concertada contra Haran, amb l'objectiu d'obrir la ruta que permetria de prendre Mossul, i després Bagdad. Però les querelles entre els comandants croats retardaren l'operació i permeteren als caps musulmans d'organitzar la defensa de la vila, després de l'arribada d'un exèrcit de socors que havia derrotat els croats el 7 de maig del 1104. Balduí II i Joscelí de Courtneay foren capturats, Tancred assegurà la defensa d'Edessa assetjada, mentre que Bohemon de Tàrent se'n va anar a correcuita per cercar un exèrcit de socors. Durant la captivitat de Balduí II, el comtat fou administrat per Tancred el qual, havent igualment d'assegurar la regència del Principat d'Antioquia, el confià a Ricard de Salern, el qual ho aprofità per rescatar els habitants d'Edessa.
Balduí II i Joscelí de Courneay foren alliberats en 1108, retornaren a Edessa i en reprengueren el control, però les exaccions (impostos) de Trancred i de Ricard de Salern, mentre durà llur captivitat, així com la poca pressa per negociar el seu alliberament, que finalment es va produir sense llur ajut, suscitaren llur còlera, i es trobaren contra el Principat d'Antioquia. Alliat amb Jâwali Saqâwâ, atabeg de Mossul, envaí el Principat d'Antioquia, però fou repel·lit per Tancred, aliat amb Fakhr al-Mulk Ridwan ben Tutush, soldà d'Alep. Tancred no s'atreví a perseguir-lo, tement l'arribada d'un exèrcit de socors conduït per Jawali. Els armenis, temerosos de caure altre cop sota el domini dels normands per causa de la victòria de Tancred, consideraren un instant d'emancipar-se de la dominació llatina, abans de veure retornar Balduí II.
Però els musulmans començaren a organitzar-se en contra de la croada, i la vila d'Edessa era llur primer objectiu. Mawdûd ibn Altûntâsh, el nou atabeg de Mossul, assetjà Edessa un primer cop el 1110, i va assolar tot el territori que envoltava la ciutat. El rei Balduí I envià un exèrcit de socors, que força l'aixacament del setge, però els territoris a l'est de l'Èufrates van ser evacuats, atès que es pensava que estaven massa exposats a les ràtzies turques. Mawdud intentà una nova incursió en abril del 1112 i, després d'haver intentat prendre Edessa, assetjà Saruj. Josseli de Courtneay, que defensava la vila, feu una sortida que prengué els turcs per sorpresa i saquejà el seu camp. Els turcs retornaren aleshores a llur projecte de setge d'Edessa, però Joscelí havia arribat de nou a la vila per ajudar Balduí. Aconseguí de frustrar el complot d'alguns armenis que es disposaven a lliurar la vila als turcs.
La part del comtat d'Edessa sobre la riba oriental de l'Eufrates era constituïda per algunes viles inexpugnables, envoltades de camps despoblats i assolats pels turcs, en el mateix moment que la riba occidental, al voltant de Turbessel estava en plena prosperitat. En 1113 Balduí, arruïnat per les invasions turques, s'apodera de Turbessel, en detriment del seu senyor Joscelí I d'Edessa, que havia fet alguns passos per trair-lo; Joscelí es va retirar al Regne de Jerusalem, on el rei Balduí li confià el Principat de Galilea. Aprofitant-se de la presència de Balduí a Turbessel, els armenis d'Edessa intentaren de nou lliurar la vila a Mawdud, però el complot fou descobert i Balduí ordenà, l'11 de maig del 1113, que tots els armenis fossin expulsats de la vila. Al febrer de 1114 se'ls perdonà i els permeté de retornar a la vila. Un senyor armeni de Kaisun, entre el comtat i la Cilícia, Vasil Dgha, acceptà d'esser vassall dels turcs, i Balduí decidí de sotmetre'l, per evitar d'ésser pres en tenalla. Vasil Dgha intentà demanar socors davant de Toros I, però aquest darrer va lliurar Vassil a Balduí, el qual s'apoderà de Kaisun i de Raban. Després Balduí eliminà els darrers senyors armenis de Bira i de Gargar, que foren reemplaçats per senyors francs.Grousset explica que a partir d'aquesta data, l'existència d'una senyoria purament franca, veïna d'un principat purament armeni (Armènia Menor), havia de disminuir els riscos d'interferència en la seva política interior i havia de reforçar les relacions entre els croats i els armenis.
El rei Balduí I de Jerusalem morí el 2 d'abril de 1118, en el moment que Balduí de Bourg se n'havia anat d'Edessa per fer les seves ofrenes a Jerusalem. Hi arribà el dia de les exèquies del rei i, amb l'ajut d'Arnoul de Roeux, patriarca de Jerusalem, i de Joscelí de Courtenay, amb qui s'havia reconciliat, incità els barons de l'Alta Cort del Regne a veure la seva candidatura amb ulls favorables, en detriment dels drets d'Eustaqui III de Boulogne, el germà del difunt rei. Balduí fou elegit i consagrat rei de Jerusalem el 14 d'abril de 1118. En retornar, Balduí, que havia confiat temporalment el comtat d'Edessa a un dels seus cosins, Galéran du Puiset, donà definitivament el tron a Joscelí de Courtenay, a les darreries del mes d'agost de 1119.
El 1119 els seljúcides van envair el principat d'Antioquia. Balduí va marxar al nord amb l'exèrcit del regne, però Roger de Salern, príncep d'Antioquia, no va esperar els reforços i va lliurar la batalla coneguda com a Tell Aqibrin, o batalla del Camp de la Sang, on Roger fou mort i el seu exèrcit aniquilat. Balduí va agafar la regència del principat i va protegir la ciutat.
El gener de 1120 va convocar un concili a Nablus; sota l'impuls d'Hugues de Payns i de Godefroy de Saint-Omer es va crear la milícia dels Pobres Cavallers del Crist i del Temple de Salomó (en llatí : pauperes commilitones Christi Templique Solomonici). Aquesta milícia tenia per finalitat assegurar el viatge del pelegrins occidentals i defendre els estats llatins d'Orient. L'orde es va instal·lar sobre el Mont del Temple, en una ala del palau de Balduí, l'antiga mesquita d'al-Aqsa, construïda sobre les ruïnes d'un antinc temple en les quals els croats pensaven haver trobat les ruïnes del temple de Salomó Aquesta milícia fou coneguda posteriorment com a Cavallers del Temple o Templaris.
Balduí i Joscelí van anar en ajut de la fortalesa de Zrdana al principat d'Antioquia, assetjada per Ilghazi (27 de febrer de 1122) que es va haver de retirar. El 13 de setembre de 1122 Joscelí i Galeran del Puiset, senyor de Bira, van intentar capturar a Balak ibn Bahram ibn Ortok, un cabdill turc musulmà, però aquest darrer els va sorprendre i els va fer presoners tancant-los a Kharpert. Balduí els va intentar alliberar i amb el suport d'uns 50 armenis de la ciutat es van apoderar sobtadament de la ciutadella, però sense poder retornar a Edessa. Joscelí va ser enviat a aquesta ciutat per reunir ajut, mentre Balduí i Galeran es van quedar a la ciutadella disposats a resistir, però es van haver de rendir abans de rebre ajut. En revenja Joscelí va assolar la regió d'Alep. Balduí fou capturat per Nur al-Dawla Balak mentre patrullava pel Comtat d'Edessa el 1123 i l'abril de 1123, estant el rei presoner, el consell va nomenar regent a Eustaqui de Grenier, conestable i batlle del regne, fins a l'alliberament de Balduí II. El 29 de maig de 1123 el regent, al front de l'exèrcit i aixecant la Verdadera Creu, va rebutjar un atac fatimita egipci a Ibelin; no es va aprofitar de la victòria, ja que va morir el 15 de juny de 1123. Balduí II fou finalment alliberat el 1124 a canvi de dos ostatges: la seva filla Yvette, de 5 anys, i Joscelí, d'uns 12 anys, fill de Joscelí I d'Edessa.
Reunint a tots els cavallers croats, Balduí va enfrontar als seljúcides a la batalla d'Azaz l'11 de juny de 1125. Amb una hàbil maniobra, l'exèrcit croat, inferior en nombre, va aconseguir la victòria; quinze amirs turcs i milers de soldats van morir i els croats van fer un botí considerable. Balduí va aprofitar per pagar el seu rescat i alliberar els ostatges de Kharpert.
El 1126 va intentar conquerir Damasc amb ajut dels templaris, però fou rebutjat per Tughtekin. A Alep, el mameluc Khutlugh havia assolit el poder pel seu propi compte però els seus súbdits no van tardar a revoltar-se contra la seva tirania i es van disputar la ciutat l'ortúquida Sulayman, i el seljúcida Ibrahim ibn Ridwan. Balduí va intentar aprofitar aquest conflicte per apoderar-se de la ciutat però se li va avançar l'atabeg de Mossul Imad al-Din Zengi que va entrar a Alep amb el suport de la població.
Balduí es va posar malalt el 1131 i va morir el 21 d'agost sent enterrat a l'església del Sant Sepulcre. Va nomenar la seva filla Melisenda filio regis et regni Jerosolimitani haeres (filla del rei i hereu del regne de Jerusalem) destacant per sobre d'altres nobles i clergues cristians en ocasions cerimonials, incrementant l'associació amb el seu pare en els documents oficials, fins i tot en l'encunyació de moneda, la concessió de feus i altres formes de mecenatge, i en la correspondència diplomàtica. Balduí va educar la seva filla com a digne successor amb el suport de la Haute Cour, una mena de consell reial comprenia la noblesa i el clergat del regne.